# 텔레비사
텔레비사(스페인어: Grupo Televisa 그루포 텔레비사[*])는 멕시코, 그리고 스페인어권 최대의 방송국이다. 멕시코시티에 본사를 두고 있다.

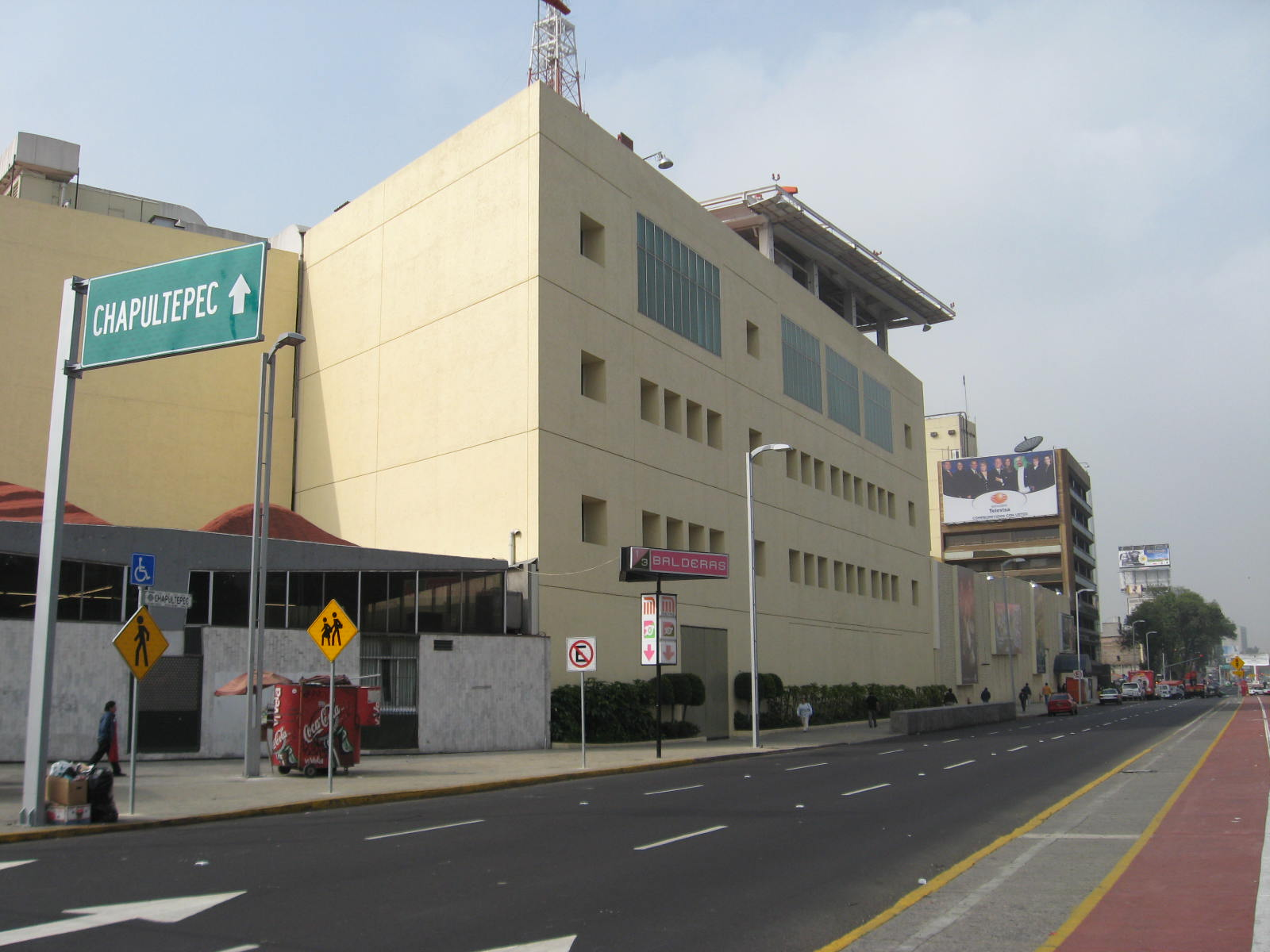
멕시코시티 차풀테펙의 촬영 스튜디오

## 역사
텔레비사는 세 개의 텔레비전 방송국인 'XHTV-TV (1950년 설립, 카날 4, 현재의 포로 TV)', 'XEW-TV (1951년 설립, 카날 2, 현재의 카날 데 라스 에스트레야스)', 'XHGC-TV (1952년 설립, 현재의 카날 5)
'이 1955년에 합병하면서 텔레시스테마 메히카노(Telesistema Mexicano)란 이름으로 설립되었다.
1968년에는 텔레비시온 인데텐디엔테 데 메히코(Televisión Independiente de México)가 설립되었고, 그와 함께 멕시코시티에 'XHTM-TV (카날 8, 현재의 갈라 TV)'가 설립하면서 텔레시스테마와 경쟁하게 되었다.
1972년 8월 17일에 에밀리오 아스카라가 비다루레타(Emilio Azcárraga Vidaurreta)가 타계하고, 에밀리오 아스카라가 밀모 (Emilio Azcárraga Milmo)가 경영권을 승계하였다.
1973년 1월 8일에 텔레시스테마 메히카노와 텔레비시온 인데텐디엔테 데 메히코(Televisión Independiente de México)가 합병하면서 오늘날의 텔레비사가 되었다. 텔레비사(Televisa)는 Televisión Via Satélite에서 따온 명칭이다.

## 사업
텔레비사(Grupo Televisa)는 라틴 아메리카에서 두 번째로 큰 규모를 가진 매체 기업이다. (라틴 아메리카 최대 규모의 매체 기업은 브라질의 Grupo Globo) 텔레비전 방송과, 라디오 방송, 케이블 TV, 유료 TV 사업자, 텔레비전 프로그램 유통, 위성 텔레비전 서비스 외에 출판 및 유통, 프로 스포츠 등의 사업에도 손을 뻗고 있다.

### 지상파 텔레비전 네트워크
텔레비사는 4개의 텔레비전 네트워크가 있으며, 각 멕시코 지역 계열사를 통해 송출되고 있다. 253개의 멕시코 지역 방송국이 4개의 텔레비전 네트워크에 가맹되어 있으며, 전체 상업 방송국 중 54.8%를 차지한다. 4개의 텔레비사 계열 텔레비전 네트워크는 다음과 같다.
| 네트워크          | 중심 방송국 | 프로그램 유형                                            |
| 라스 에스트레야스 | XEW 2       | 종합 채널. 스포츠와 뉴스, 텔레노벨라를 중심으로 편성.    |
| 카날 5            | XHGC 5      | 청소년 지향 프로그램, 미국 드라마 시리즈 및 영화를 편성. |
| 누에베            | XEQ 9       | 텔레노벨라, 스포츠, 뉴스 및 오락 프로그램을 편성.        |
| 포로TV            | XHTV 4      | 뉴스를 중심으로 토크 및 토론 프로그램을 편성.            |

### 케이블, 위성 텔레비전
텔레비사는 위성 방송인 스카이 멕시코와 케이블 텔레비전 방송국인 데 펠리쿨라, 텔레히트에도 관여해있다.

## 로고

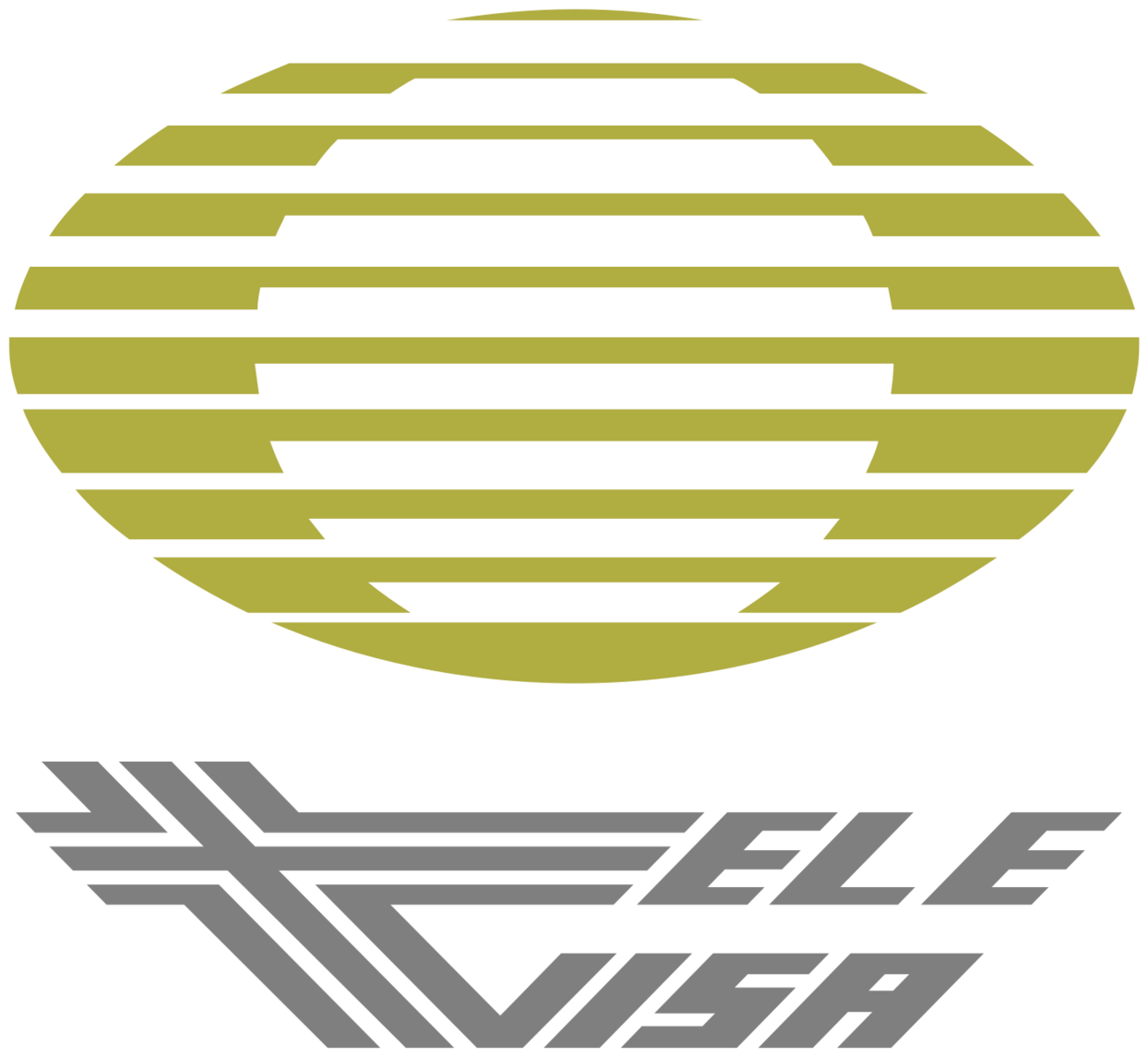
과거에 사용한 로고

## 텔레비사에 대한 비판
텔레비사는 창립 이래 오랜 세월 동안 친정부, 친기득권 성향의 방송을 하여 여기에 대한 비판이 많다.